# The Big Green – Ein unschlagbares Team
The Big Green – Ein unschlagbares Team (The Big Green) ist eine US-amerikanische Filmkomödie aus dem Jahr 1995. Regie führte Holly Goldberg Sloan, die auch das Drehbuch schrieb.

## Handlung
Anna Montgomery (Olivia d’Abo), eine Austauschlehrerin aus Surrey, England, wird an einer Schule in der fiktiven Kleinstadt Elma, Texas, eingesetzt. Anfangs fällt es ihr schwer, eine Verbindung zu ihren Schülern aufzubauen, da diese glauben, sie seien Underachiever und zu einem Leben in der Sackgasse verdammt. Eines Tages, anstatt die unaufmerksame Klasse in Geografie zu unterrichten, zerbricht Anna den Globus in einem Versuch, das Interesse der Kinder zu wecken. Nach einiger Verwirrung beginnen die Kinder mit dem Erlernen des Fußballspiels. Nach dem ersten Training erzählt Anna ihnen, dass sie sie für eine Liga in Austin, Texas, angemeldet hat, aber ihr erstes Spiel ist am nächsten Tag. Der stellvertretende Sheriff der Stadt, Tom Palmer (Steve Guttenberg), wird Co-Trainer und beginnt gleichzeitig, sich in Anna zu verlieben.
Das Team reist nach Austin, um gegen die Knights zu spielen, die das Top-Team der Liga sind. Allerdings versteht keines der Kinder so recht, wie sie spielen sollen, und sie verlieren 18:0. Sie beschließen, nicht mehr zu spielen, bis sie das Talent des neuen Klassenkameraden Juan Morales (Anthony Esquivel) entdecken, müssen aber seine widerwillige Mutter überreden, ihn spielen zu lassen. Das Team, das nun als „Big Green“ bekannt ist, verbessert sich mit Juan stetig, und sie gehen auf einen bemerkenswerten Lauf mit einer Bilanz von acht Siegen, zwei Niederlagen und einem Unentschieden, was ihnen ein Re-Match gegen die Knights in der Meisterschaft einbringt. Während die Stadt wegen des Finales ausflippt, kehrt der Junge aus der Heimatstadt und jetzige Trainer der Knights, Jay Huffer (Jay O. Sanders), nach Elma zurück und findet in der Bar den betrunkenen und voreingenommenen Vater von Kate Douglas (Jessica Robertson), einer der Spielerinnen. Er erzählt Jay, der als Wirtschaftsprüfer für das Finanzamt arbeitet, durch Bestechung, dass Juans Mutter eine illegale Einwanderin ist. Später ist Tom gezwungen, der Sache nachzugehen, was Juan und seine Mutter dazu zwingt, aus Elma zu fliehen. Kate ist sowohl auf ihren Vater als auch auf Tom wegen der Situation wütend, aber Anna überzeugt sie, im Team zu bleiben.
Am Tag der Meisterschaft sucht Tom nach Juan, kann ihn aber vor Beginn des Spiels nicht mehr finden, und zur Halbzeit liegt das Team mit 0:2 zurück. 10 Minuten vor Spielende kommt Juan mit Tom und seiner Mutter an, wo Tom verkündet, dass er nun der Pate für Juans Mutter ist, was bedeutet, dass sie im Land bleiben können. Juan kommt ins Spiel und bereitet das erste Tor von Elma vor. Mit dem letzten Schuss des Spiels erzielt er den Ausgleich zum 2:2, so dass die Meisterschaft im Elfmeterschießen entschieden werden muss. In der letzten Runde, in der es immer noch unentschieden steht, betritt der Kapitän der Knights und Sohn des Trainers, Jay Huffer Jr., das Feld. Der Big-Green-Torwart Larry Musgrove (Patrick Renna), der unter Visionen leidet, in denen die gegnerischen Spieler zu „Monstern“ werden, schafft es, sich in seiner eigenen Fantasie in ein Monster zu verwandeln, um den Gegner auszutricksen und den Schuss zu retten. Der letzte Kick für die Meisterschaft wird von dem kleinsten und jüngsten Spieler der Big Green, Newt Shaw (Bug Hall), ausgeführt. Er erzielt mit seinem Kick einen Treffer und beschert den Big Green die Meisterschaft. Huffer, der mit Anna eine Wette für den Fall einer Niederlage seiner Knights abgeschlossen hat, küsst das Ziegenmaskottchen der Big Green, sehr zu seinem Entsetzen.
Die letzte Szene zeigt eine neue Plakatwand in Elma, auf der das Team abgebildet ist und die ihren Erfolg auf dem Spielfeld und im Klassenzimmer hervorhebt.

## Kritiken
Roger Ebert schrieb in der Chicago Sun-Times vom 29. September 1995, „unausgesprochen langweilend“ sei bereits die Perspektive des Schreibens einer Kritik, die bestätige, dass dieser Film eine erneuerte Version von Mighty Ducks – Das Superteam sei. Ebert wisse es und die Zuschauer würden es genauso wie die Produzenten wissen. Der „amateurhafte Trick“ der Regisseurin der Beschleunigung des Tempos, um den Film witzig zu machen, bringe ihm Probleme. Olivia d’Abo bringe erfrischende Präsenz und Energie in ihre Rolle.
Die Zeitschrift Cinema nannte den Film eine „belehrenden Sportkomödie“. Trotz der vermittelten Tugenden „Verantwortung, Teamgeist und Lebensfreude dank Sport ein typisches Ami-Thema, zu oft gesehen.“ habe. Der Film sei die „Kicker-Variante der Mighty Ducks“.

## Hintergründe
Der Film wurde in Austin und in einigen anderen Orten in Texas gedreht. Er spielte in den Kinos der USA ca. 17,7 Millionen US-Dollar ein.